# Кольжат
Кольжа́т (каз. Қолжат) — село у складі Уйгурського району Алматинської області Казахстану. Адміністративний центр та єдиний населений пункт Кольжатського сільського округу.
Населення — 2244 особи (2021; 2280 у 2009, 2524 у 1999, 2339 у 1989).